# Argentina en la Copa Mundial de Fútbol de 1962
La Selección de Argentina fue una de las 16 participantes de la Copa Mundial de Fútbol de 1962, que se disputó en Chile. Argentina fue eliminada en primera ronda tras empatar contra Hungría.
El entrenador era Juan Carlos Lorenzo y el capitán era Rubén Marino Navarro.

## Preparación
En el congreso que la FIFA celebró en Lisboa, en 1956, Argentina perdió con Chile en la votación para obtener la sede de la Copa Mundial de Fútbol de 1962.
Tras el Desastre de Suecia, la selección argentina dejó de estar dirigida por Guillermo Stábile, que la dirigía desde 1939. La AFA decidió formar un triunvirato: Victorio Spinetto, José Della Torre y José Barreiro para que se hicieran cargo del equipo en el Campeonato Sudamericano 1959 (Argentina). Con una formación totalmente renovada, la Selección cumplió una excelente campaña: cinco victorias y un empate contra el Brasil de Pelé. El empate consagró campeón a los argentinos porque Brasil había igualado con Perú. Este logro debió ser el inicio de una nueva etapa. Sin embargo, se inició una etapa turbulenta.  Ese mismo 1959, en el Campeonato Sudamericano 1959 (Ecuador), Argentina entrenado por José Manuel Moreno, sufrió la mayor derrota en partidos contra Uruguay de su historia: 5-0.
En 1960, la AFA volvió a traer Guillermo Stábile que perdió la Copa Roca 1960 y la Copa del Atlántico 1960 ambos para Brasil. Así que en 1961, Victorio Spinetto, uno de los entrenadores del triunvirato, se hizo cargo del equipo en solitario. Spinetto clasificó a Argentina para el Mundial en partidos contra Ecuador.

## Clasificación
El seleccionado argentino, al finalizar las clasificatorias sudamericanas, consiguió el primer puesto en un enfrentamiento de ida y vuelta contra su similar de Ecuador y consiguió la clasificación directamente a la Copa Mundial de Fútbol de 1962.

### Grupo 11
| 4 de diciembre de 1960 | Ecuador                      | 3:6 (0:4) | Argentina                                                                        | Estadio Modelo, Guayaquil |  |
|                        | Spencer 81' · Raffo 83', 85' |           | Corbatta 5' (pen.), 40' · Pando 12' · Sosa 14' · Sanfilippo 47' · Ramaciotti 75' |                           |  |

| 17 de diciembre de 1960 | Argentina                                                                     | 5:0 (1:0) (Global 11:3) | Ecuador | La Bombonera, Buenos Aires |  |
|                         | Gómez 6' (a.g.) · Sanfilippo 53' · Corbatta 55' (pen.) · Sosa 75' · Pando 90' |                         |         |                            |  |

### Goleadores
| N.° | Jugador               | Goles | PJ |
| --- | --------------------- | ----- | -- |
| 1.° | Orestes Omar Corbatta | 3     | 2  |
| 2.° | Martín Pando          | 2     | 2  |
|     | José Sanfilippo       | 2     | 2  |
|     | Rubén Héctor Sosa     | 2     | 2  |
| 3.° | Ricardo Ramaciotti    | 1     | 2  |

La AFA organizó una serie de amistosos internacionales en 1961, con el equipo conducido por Victorio Spinetto. El periplo por Europa deparó una victoria ante Portugal, derrotas con España e Italia, y empates frente a Checoslovaquia, Unión Soviética e Inter. Otro amistoso contra Unión Soviética esta vez en el estadio de River Plate,  terminó con victoria soviética (2-1) y abrió una nueva crisis en la selección.
La AFA deseaba un nuevo triunvirato, esta vez con Victorio Spinetto, Saúl Ongaro (Campeón argentino con Racing en 1961) y Juan Carlos Lorenzo (Subcampeón argentino con San Lorenzo en 1961), pero don Victorio no aceptó. Así se confirmó a Lorenzo como seleccionador para el Mundial. Lorenzo había realizado numerosos cursos de entrenador en España, Inglaterra, Italia y Francia. su asistente era Tucho Méndez. Lorenzo tenía extrañas ideas para la época (como regar el céspedo, dejarlo muy alto según el oponente de turno, picar los terrones de tierra para perjudicar a los extremos rivales o inundar la cancha para hacerla más pesada) y otras ideas consideradas “innovadoras” con la introducción de la marca a muerte en toda la cancha al jugador clave adversario, y mucha presión en la mitad de la cancha.
La Selección se instaló en el hotel Sauzal, a 14 kilómetros de Rancagua. Lorenzo sólo se llevó a dos jugadores que estuvieron en el Mundial de 1958: José Ramos Delgado y José Sanfilippo. En los primeros entrenamientos, Lorenzo hizo jugar a los jugadores al rugby. Quería que sintieran los rigores físicos y no se amilanaran ante la posibilidad de jugar en un grupo con tres rivales europeos (Bulgaria, Inglaterra y Hungría). Ordenó a los delanteros que les pusiera una tela adhesiva en los dedos de las manos para que se acordaran de rematar al arco.
Mientras tanto, debido a las críticas por el Desastre de Suecia, la AFA organizó una comitiva profesional. El equipo contó por primera vez con un nutricionista (Alejandro Pittaluga) y las comidas fueron especialmente preparadas. Los jugadores sólo bebieron agua mineral provista por el cuerpo técnico.
Federico Vairo antes de iniciarse el campeonato: "Hungría e Inglaterra están mejor que la Argentina. Bulgaria no puede jugar al fútbol". A pesar del pesimismo, Argentina figuraba en segundo lugar entre los favoritos al título, aunque muy por detrás de Brasil. El 27 de mayo de 1962, las bolsas inglesas pagaban 1,5 por el título de Brasil. Argentina estaba a 5, Uruguay y la Unión Soviética a 6.

## Campaña
Argentina se estrenó contra Bulgaria. Antes del partido, Lorenzo hizo que los jugadores presenciaran una sesión de entrenamiento de la selección búlgara. Montó una operación, imaginando que la sesión de entrenamiento era secreta, pero la sesión estaba abierta al público. Según Antonio Rattín: "[Lorenzo] Complicó las cosas con sus rarezas. Un día armó un operativo comando, nos subió a un micro y aparecimos en la cancha donde estaba entrenando Bulgaria. Nos metimos escondidos, saltando paredes, y cuando llegamos al campo resulta que había dos mil personas viendo la práctica…".   La noche anterior, Lorenzo había reunido al grupo para dar una charla y comunicar la formación, en la que figuraba Martín Pando como titular. Pero al final jugó Oscar Rossi. Lorenzo: "Puse un equipo fuerte y aguerrido, porque el búlgaro es el fútbol más violento de Europa".
Argentina ganó 1-0.  A los 4 minutos, Raúl Belén desbordó por la izquierda, le lanzó un centro a José Sanfilippo, que de primera lo dejó solo a Héctor Facundo, que puso el 1-0. Tras el partido, el diario El Mercurio: "Los argentinos replegaron todas sus líneas y virtualmente la defensa quedó formada por todos sus jugadores en un intenso afán de conservar la magra ventaja". Guillermo Stábile: "Se ha jugado muy mal. Sanfilippo es la gran figura de este equipo y buscó continuamente hacer faltas en lugar de provocarlas". Última Hora: "La cancha, a pesar de que estaba seca, estaba blanda y pesada; por ello el equipo no pudo jugar con velocidad". 
En el segundo partido, Argentina perdió 3-1 contra Inglaterra. Lorenzo realizó cuatro cambios y explicó: "Traté de formar un team bien alto para contrarrestar el juego aéreo de ellos". Lorenzo improvisó jugadores en posiciones a las que no estaban acostumbrados. Puso a Vladislao Cap como lateral derecho y Antonio Rattín, central, apareció como entreala. Rattín: "Dos días antes me llama y me dice: ‘Usted va a jugar de ocho, para marcar a Haynes’. Le pregunté si debía seguirlo a muerte y me contestó: ‘Usted lo marca cuando ellos tienen la pelota; cuando la tenemos nosotros, juegue’. Me fue mal, cada vez que perdíamos la pelota me daba un trabajo tremendo encontrarla. Esa noche le dije: ‘Ojo que yo cumplí lo que me pidió, así que no me incendie.’ Entonces le echó la culpa a Roma y lo sacó para el otro partido.". Vladislao Cap: "Yo jugué de cuatro porque la idea era tomarlo a Bobby Charlton en distintas zonas del campo, en tándem con RattÍn. No era mi puesto natural, así que lo sentí. El inglés arrancaba casi como tres y era muy difícil de parar, un gran jugador.".
Inglaterra tomó una ventaja de 3-0. Goles de Ronald Flowers (17'), Bobby Charlton (42') y Jimmy Greaves (67'). Argentina redujo el marcador con José Sanfilippo (81') tras pase de Federico Sacchi.
Argentina debía vencer por una buena diferencia a Hungría, que pondría suplentes por estar clasificado, y esperar una caída de los ingleses. Lorenzo sorprendió con ocho cambios. En un partido sin goles, el equipo quedó eliminado.

## Repercusiones
Tras el partido, Juan Carlos Lorenzo declaró: "No les puedo enseñar nada nuevo a mis jugadores desde el aspecto técnico. Mi trabajo principal es el adiestramiento físico y aspectos que nunca fueron tratados con dedicación. El principal problema es que el jugador argentino jamás tomó en cuenta la disciplina fundamental. Intenté trabajar con eso, pero para ellos es muy difícil de comprender. Debemos seguir trabajando, estos jugadores son el futuro.". Su asistente era Tucho Méndez: "Jamás vi una delegación más dispuesta y disciplinada para el trabajo. Esto es obra de Lorenzo y de nadie más".
El presidente de la AFA, Raúl Colombo: "Merecimos perder con Inglaterra. Hicimos más que nunca para que el equipo anduviera bien, no escatimamos esfuerzos ni dinero. Prácticas, médicos, comidas especiales. Hicimos todo. Después de lo de Suecia, muchos me signaron como culpable casi exclusivo. Trabajé muchísimo y me desentendí de intereses y negocios personales para el fútbol argentino. Lo que pasó es muy decepcionante".
En una entrevista de 1987, Juan Carlos Lorenzo recordó: "Cometí errores, es cierto. Pero el mayor inconveniente que tuve fue el de hacer algo diferente: ponerlo a Cap de marcador lateral o armar la media cancha con dos volantes de marca como Rattín y Sacchi, era un crimen para esa época. Diez años después, jugaban Cocco y Telch en la media cancha de San Lorenzo, éramos campeones y me aplaudían...".
Antonio Rattín: "Esa Selección fue la peor que integré en mi vida. Había jugadores de calidad, pero no existió ese clima de amistad tan necesario para armar un equipo. Fuimos al Mundial sin motivación, como una obligación que se cumple y nada más."
Juan Carlos Oleniak: "Si Argentina se clasificaba, cobrábamos. Como no nos clasificamos, no cobramos nada. Sí recuerdo que nos dieron unos pocos pesos por viáticos. Lo único que me traje fue la camiseta número 20 que usé contra Hungría.". 
En contraste con las duras críticas por la eliminación del Mundial de 1958, la revista El Gráfico informó que la eliminación fue recibida con indiferencia.

## Participación

### Grupo 4
| Equipo     | Pts | PJ | PG | PE | PP | GF | GC | Dif |
| ---------- | --- | -- | -- | -- | -- | -- | -- | --- |
| Hungría    | 5   | 3  | 2  | 1  | 0  | 8  | 2  | 6   |
| Inglaterra | 3   | 3  | 1  | 1  | 1  | 4  | 3  | 1   |
| Argentina  | 3   | 3  | 1  | 1  | 1  | 2  | 3  | -1  |
| Bulgaria   | 1   | 3  | 0  | 1  | 2  | 1  | 7  | -6  |

| 30 de mayo de 1962, 15:00 | Argentina  | 1:0 (1:0) | Bulgaria | Est. Braden Copper Co., Rancagua                                     |                                                                      |
|                           | Facundo 4' | Reporte   |          | Asistencia: 7.134 espectadores Árbitro(s): Juan Gardeazabal (España) | Asistencia: 7.134 espectadores Árbitro(s): Juan Gardeazabal (España) |

| 2 de junio de 1962, 15:00 | Inglaterra                                   | 3:1 (2:0) | Argentina      | Est. Braden Copper Co., Rancagua                                               |                                                                                |
|                           | Flowers 17' (p) · Charlton 42' · Greaves 67' | Reporte   | Sanfilippo 81' | Asistencia: 9.794 espectadores Árbitro(s): Nickolaj Latychev (Unión Soviética) | Asistencia: 9.794 espectadores Árbitro(s): Nickolaj Latychev (Unión Soviética) |

| 6 de junio de 1962, 15:00 | Hungría | 0:0     | Argentina | Est. Braden Copper Co., Rancagua                                  |                                                                   |
|                           |         | Reporte |           | Asistencia: 7.945 espectadores Árbitro(s): Arturo Yamasaki (Perú) | Asistencia: 7.945 espectadores Árbitro(s): Arturo Yamasaki (Perú) |

## Participación de jugadores
|    | Pos            | Jugador             | Equipo             | PJ | Goles |
| -- | -------------- | ------------------- | ------------------ | -- | ----- |
| 1  | Guardameta     | Antonio Roma        | Boca Juniors       | 2  | 0     |
| 2  | Defensa        | José Ramos Delgado  | Lanús              | 1  | 0     |
| 3  | Defensa        | Silvio Marzolini    | Boca Juniors       | 3  | 0     |
| 4  | Defensa        | Alberto Sainz       | River Plate        | 2  | 0     |
| 5  | Centrocampista | Federico Sacchi     | Racing             | 3  | 0     |
| 6  | Defensa        | Raúl Paez           | San Lorenzo        | 2  | 0     |
| 7  | Delantero      | Héctor Facundo      | San Lorenzo        | 2  | 1     |
| 8  | Centrocampista | Martín Pando        | River Plate        | 1  | 0     |
| 9  | Delantero      | Marcelo Pagani      | River Plate        | 2  | 0     |
| 10 | Delantero      | José Sanfilippo     | San Lorenzo        | 2  | 1     |
| 11 | Delantero      | Raúl Belén          | Racing             | 2  | 0     |
| 12 | Guardameta     | Rogelio Domínguez   | River Plate        | 1  | 0     |
| 13 | Defensa        | Oscar Rossi         | San Lorenzo        | 1  | 0     |
| 14 | Defensa        | Alberto Mariotti    | San Lorenzo        | 0  | 0     |
| 15 | Defensa        | Rubén Navarro       | Independiente      | 2  | 0     |
| 16 | Centrocampista | Antonio Rattín      | Boca Juniors       | 1  | 0     |
| 17 | Defensa        | Rafael Albrecht     | Estudiantes LP     | 0  | 0     |
| 18 | Delantero      | Vladislao Cap       | River Plate        | 2  | 0     |
| 19 | Centrocampista | Ruben Sosa          | Racing             | 1  | 0     |
| 20 | Delantero      | Juan Carlos Oleniak | Argentinos Juniors | 2  | 0     |
| 21 | Delantero      | Ramón Abeledo       | Independiente      | 0  | 0     |
| 22 | Delantero      | Alberto González    | Boca Juniors       | 1  | 0     |

### Goleadores
| N.° | Jugador         | Goles | PJ |
| --- | --------------- | ----- | -- |
| 1.° | Héctor Facundo  | 1     | 2  |
|     | José Sanfilippo | 1     | 2  |

### Asistentes
| N.° | Jugador         | Asistencias | PJ |
| --- | --------------- | ----------- | -- |
| 1.° | Federico Sacchi | 1           | 3  |
|     | José Sanfilippo | 1           | 2  |

## Uniforme

### Oficial
| Opción 1 |

### Alternativo
| Opción 1 |

### Portero
| Opción 1 |